# Tapfheim
Tapfheim è un comune tedesco di 4 042 abitanti, situato nel land della Baviera.